# Le Scénario
Le Scénario est une pièce de théâtre de Jean Anouilh, écrite en 1974 et créée au  Théâtre de l'Œuvre (Paris) le 29 septembre 1976 dans une mise en scène de l'auteur et de Roland Piétri et des décors et costumes de Jean-Denis Malclès.
Elle fait partie des Pièces secrètes avec Tu étais si gentil quand tu étais petit (1969) et L'Arrestation (1972).

## Distribution originale
- Daniel Gélin : D'Anthac
- Jean Barney : Paluche
- Jacques Fabbri : Loubenstein
- Alexandre Grecq : von Spitz
- Jean-Simon Prévost : le vieux du pays
- Jean Amos : le patron
- Sylvie Favre : Marie-Hélène
- Sabine Azéma : Lisa
- Karine Lafabrie : Ludmillia
- Florence Blin : Jeannette